# 악플게임
《악플게임》은 《고삼이 집나갔다》연재 이후 미티가 일요일에 연재하는 네이버 웹툰이다. 인터넷 악성댓글 관련 문화를 표방하고 있으며, 악성댓글의 실태를 낱낱이 보여주고 있다.

## 등장 인물
- 한방만

번번이 취업에 낙방하는 28살 청년. 낮에는 PC방 아르바이트, 밤에는 대리운전으로 생계를 이어가고 있다. 어느날, 인터넷으로 악플게임 대회공고를 보고는 장난이라고 무시했지만 10억이란 엄청난 상금에 혹해 참가신청을 했다. 그리고 인터넷 지역예선을 100등으로 턱걸이하여 간신히 본선진출에 성공한다. 하지만 그저 재미를 위해 아무렇지도 않게 악플을 남발하는 참가자들을 보면서 서서히 뚜껑이 열리기 시작한다.
- 신문희

방만의 대학후배. 아직도 취업을 하지못한 방만과는 달리 언론사 인턴기자로 취직했다. 악플게임 대회를 취재하고 싶은데 회사에선 인턴이란 이유로 기회를 주지않자 직접 대회에 참여했다. 일단 기사를 쓰는 스타일은 자극적인 보도에만 집착하는 전형적인 기레기 스타일. 그래서 한번은 나익명에게 일침을 당한적도 있다.
- 나익명 / 구낙준

악플게임 참가자. 인터넷 지역예선 1위. 글을 쓸때 감정을 싣는 방만과는 다르게 감정따윈 개나 주고 무미건조하게 키보드를 두드린다. 그래서 비결이 뭐냐고 물어오는 방만에게 여러 가지 노하루를 전수해준다. 또한 기사 조회수에만 목을 매는 신문희에겐 여러 가지 일침을 가하는등 처음부터 어딘가 심상찮아 보이는데 나중에 그 비밀이 밝혀진다. 그의 본명은 구낙준으로 신문희와 같은 기자였다. 하지만 무슨 이유에서인지 개명을 하고 성형까지 해버린 통에 실종됐다고 알려졌다.
- 민유린

톱스타. 걸그룹으로 활동하다 솔로로 전향했고 1년전, 유학과 동시에 연예계 은퇴선언을 했다. 이후 악플게임으로 컴백했지만 이후에는 중도 하차했다.
- 강마초

악플게임 본선 32강에서 한방만과 같은 팀이며 분당 1500타가 넘는 타수를 기록함. 본선 초반부터 여시현과 시비가 붙었다.
- 모범진

고등학생으로 전교 1등의 우등생. 하지만 사실은 다른 학생을 괴롭히는 일진이다. 최종예선에서 8위를 기록한 우승 후보. 16강에서 일진이란 사실이 외부에 알려지면서 급격한 이미지 추락으로 자살 시도를 한다.
- 강경한

민유린의 중도 하차후 그녀를 대신해 악플게임에 참가하게 됨. 구낙준이 유난히 경계하는 인물.
- 수늘품

1년전 악플을 비관하여 자살한 탤런트. 민유린과 가까웠는지 유린은 그를 '오빠'라고 부른다. 초기 이름은 '우상완'이었으나 이후 수정됐다.